# Triortocresilfosfato
El triortocresilfosfato también denominado TOCP, fosfato de tri-o-cresilo, es un compuesto organofosforado que se utiliza como plastificante y en otras diversas aplicaciones. Es un líquido viscoso, insoluble en agua e incoloro, aunque comercialmente es de color amarillo.

## Producción
Fosfato de Tricresilo se fabrica por reacción de Cresoles con oxicloruro de fósforo:
OPCl3 + 3 HOC6H4CH3 → OP (OC6H4CH3) 3 + 3 HCl
El Cresol es una mezcla de tres isómeros (orto, meta y para). El hecho de que el Fosfato de Tricresilo se derive de una mezcla y , en sí ya es una mezcla, asegura que siga siendo líquido en un amplio intervalo de temperaturas.

## Reacción química
En medio alcalino se somete a hidrólisis para formar Cresol y Fosfato de Dicresilo.
OP (OC6H4CH3 3 + NaOH → + + HOC6H4CH3 +NaO2P (OC6H4CH3) 2
En el cuerpo, es metabolizado en parte por hidroxilación para dar un derivado Catecolato, que es el agente bio-activo responsable de la neurotoxicidad.

## Usos
Fosfato de Tricresilo se utiliza como plastificante en nitrocelulosa, lacas de acrilato, barnices, y en cloruro de polivinilo. Es un retardante de llama en plásticos y cauchos. Se utiliza como un aditivo de la gasolina como un depurador de plomo Tetraetilo de Plomo. Es un fluido hidráulico y un medio de intercambio de calor. La explotación de sus propiedades hidrófobas, se utiliza para la impermeabilización de materiales. Es un disolvente para extracciones, nitrocelulosa y otros polímeros. Se utiliza como un aditivo de presión extrema y antidesgaste en lubricantes y fluidos hidráulicos.

## Almacenamiento
Debe de ser almacenado de forma separada de oxidantes fuertes y de alimentos o piensos. El lugar de almacenaje debe de ser un área sin acceso a desagües o alcantarillas por donde se puedan producir riesgos de fuga y poner en peligro el ambiente.

## Tóxicos Generales
TOCP es la causa de numerosos envenenamientos y es una neurotoxina, en parte a través de la neuropatía inducida por organofosforados retardados. Se trata de la "importancia toxicológica" y ha sido responsable de muchas muertes. 
Se descompone al calentarla intensamente, produciendo humos tóxicos e irritantes, incluyendo óxidos de fósforo y reacciones con oxidantes.
Las vías de exposición pueden ser mediante 3 modos, por inhalación, a través de la piel y por ingestión.
El mecanismo de TOCP de acción es similar a otros organofosforados en que puede inhibir la enzima acetilcolinesterasa, lo que lleva a una acumulación de acetilcolina en el espacio sináptico. Esto puede conducir a la hiperactividad (bloquea los receptores y con ello el impulso nervioso) de las neuronas colinérgicas en el cerebro y en las uniones neuromusculares en el sistema nervioso periférico que da lugar a una apoptosis de esos tipos de células. Esta es la razón de la parálisis y otros problemas neurológicos irreversibles visto en los síndromes "Gingerjake" durante la prohibición, cuando se añadió a TOCP.
A corto plazo afecta al sistema nervioso central y al periférico pudiendo producir degeneración del sistema nervioso si se supera el OEL. Sus efectos no tienen porque aparecer de una forma inmediata.
Si su exposición es prolongada, se vería afectado el sistema nervioso.
En cuanto a los límites de exposición son de 0,1 mg/metro cúbico y no es cancerígenoTOCP se utiliza como aditivo en el aceite de motor de turbinas en aviones y puede potencialmente entrar en las cabinas de los pasajeros a través del aire que entra en las cabinas para renovarse y que pasa previamente al lado de los motores. También los encontramos en el aire que es expulsado. Se produce el síndrome aerotóxico, es el nombre dado a los efectos nocivos causados por la exposición a sustancias químicas del motor; En 2012, investigadores de la Universidad de Washington, identificaron que los aditivos de Fosfato de Triarilo utilizados como lubricantes antidesgaste para motores a reacción, contenían isómeros TOCP presentes en aceites de motor a reacción sintética
inhibían enzimas.
También nos lo encontramos por la mala combustión de motores de automóviles.
(CAVANAGH, J.B. 1954 J. Neurosurg. Psychiat., 17, 163)
(STEIN, Z; SUSSER M. 1957 Brit. J. industr. Med, 14, 111)

### Síntomas y Tratamientos
Es inflamable produciendo humos tóxicos e irritantes. Para sofocarlo utilizar polvos, agua pulverizada, espuma o dióxido de carbono.
Dependiendo del tipo de entrada tendremos :
Por inhalación sus efectos son dolor de cabeza, náuseas, vómitos y debilidad muscular siendo sus efectos no inmediatos.  Los primeros auxilias que debemos de aplicar son inhalación de aire limpio, reposo y asistencia médica
Vía cutánea, es absorbido y los primeros auxilios que debemos aplicar son la retirada inmediata de la ropa contaminada y el lavado de la piel con agua y jabón.
A través de los ojos, enjuagar con agua tibia durante unos minutos
Mediante ingestión, provoca dolor abdominal, náuseas y vómitos. Los primeros auxilios que se deben de aplicar son ingerir una papilla de carbón activado y dar asistencia médica.(Ficha de Seguridad Química)

### Efectos ambientales
Sustancia tóxica que afecta en especial importancia a los organismos acuáticos.
Si se produce un derrame de dicho compuesto los operarios que lo realicen deben de equiparse con un traje de protección química incorporado con un sistema de respiración autónomo.
Se debe de recoger en envases debidamente precintados o mediante arenas o absorbentes inertes y trasladarlo a un lugar seguro. Todo ello se debe de realizar en el menor tiempo posible para evitar que sea incorporado al medio en que se ha producido dicho derrame.(Ficha de Seguridad Química)

## Casos Importantes
Uno de los incidentes más graves se produjeron en la década de 1920 cuando TOCP era un adulterante para el jengibre de Jamaica. Otra se produjo en Marruecos, en 1959, cuando el aceite de cocina fue adulterado con lubricante motor a reacción que contiene TCP.

### Caso del GingerJake
En marzo de 1930, los diarios norteamericanos informaron de una extraña epidemia caracterizada por un deterioro neurológico y una gran debilidad de los miembros superiores e inferiores. El sector médico asocio dicha enfermedad con la ingesta de una bebida popular alcohólica de jengibre de Jamaica conocida como “Ginger Jake”. El producto era vendido en Estados Unidos desde mediados del siglo XIX como medicamento para aliviar malestares digestivos, tratamiento de infecciones leves del tracto respiratorio superior y para promover la menstruación.
La obtención de la bebida se realizaba mediante una disolución de la raíz de jengibre en una solución alcohólica con más del 70% de etanol.
Los productos medicinales legales se preparaban hasta obtener un extracto fluido. Dicho extracto contenenía 5 gramos de jengibre por cada mililitro de alcohol. Esta preparación era opaca, espesa y muy irritante de ahí que fuera disuelta en agua. En marzo de 1930, la División de Drogas y Alimentos del Departamento de Agricultura de los Estados Unidos registró los embarques legales de extracto de jengibre encontrando que el “Ginger Jake” comercializado excedía la cantidad de jengibre importado requerida para su elaboración. El Jake se preparaba agregando pequeñas cantidades de jengibre a alcohol concentrado (70- 80%), lo que rebajaba su sabor irritante. Los productores de Jake etiquetaban el producto como si cumplieran los controles y además era alteraro agregando productos como glicina, hierbas, melazas y hasta aceite de ricino. Los materiales adulterantes eran miscibles con el jengibre, solubles en alcohol, inodoros e insípidos. El adulterante debía ser no volátil ya que en el caso de hacerse un análisis el residuo sólido debería arrojar los 5 gramos de “extracto fluido” por mililitro de alcohol.
tras su prohibición, su consumo aumentó.
(KATZS.M Efectos del Fosfato de Triortocresilo sobre la salud y el medio ambiente)